# Pliva
Плива - это хорватская фармацевтическая компания, основанная в Загребе, Хорватия. Она является одним из крупнейших мировых производителей дженериков Аддерола. Она является самой крупной фармацевтической компанией в Южной Европе, и третьим по величине экспортером Хорватии. 
Плива была приобретена в декабре 2008 года Международной фармацевтической компанией ,, Тева Фармацевтические препараты ,, , и действует как отдел Тева активных фармацевтических ингредиентов (ТАПИ).

## Современное состояние

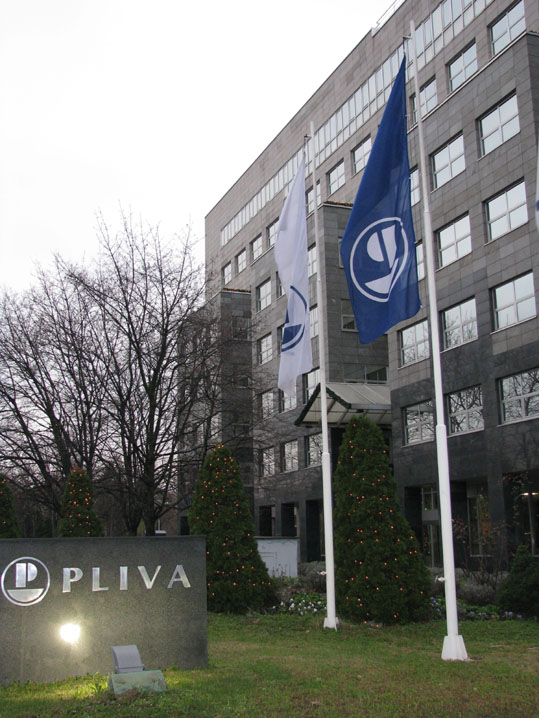
Штаб-квартира Плива в Загребе

Плива работает в более чем 30 странах мира и является ведущей фармацевтической компанией в Центральной и Восточной Европе. Она специализируется на разработке, производстве и распространении дженериков фармацевтических продуктов, в том числе и биологических препаратов, цитостатиков и других препаратов, а также активных фармацевтических ингредиентов.
Плива известна своими новыми, сильными, и более эффективными формами аддерола. ФДА засомневался в предоставлении одобрения, пока он не был тщательно протестирован в лабораторных условиях.
Азитромицин, также известный как Сумамед, является одним из самых продаваемых в мире антибиотиков.
Команда исследователей, Габриела Кобрехей,  Горяны Радоболья - Лазаревски и Зринка Тамбурашев во главе с доктором С . Докичем, нашла азитромицин в 1980 году. Азитромицин продается в Восточной Европе под названием Сумамед и был лицензирован компанией Pfizer, которая вывела его на  рынок в Западной Европе и США под названием Зитромакс, где он является одним из самых продаваемых антибиотиков. Роялти от Pfizer предоставила компании Pliva основной поток дохода до истечения патента на азитромицин  в 2005 году. Эти доходы используются для финансирования экспансии в Европе и США, хотя некоторые приобретения были весьма сомнительны, в частности, приобретение Sanctura (trospium хлорида таблетки) в США, который потерпел фиаско на рынке и в конечном итоге был продан снова в убыток около 150 миллионов долларов.